# XXV век
XXV (два́дцать пя́тый) век  по григорианскому календарю — век с 1 января 2401 года по 31 декабря 2500 года. Это 5-й век 3-го тысячелетия.  Он наступит через 376 лет.

## Ожидаемые астрономические события
- 2426 год — Плутон совершит второй оборот вокруг Солнца с момента его открытия в 1930 году.
- 2456 год — тройная комбинация Марс — Юпитер.
- 29 августа 2478 года — в 23:11 (UTC) Марс покроет планету Юпитер.
- 12 июня 2490 года — прохождение Венеры по диску Солнца[1].
- 6 мая 2492 года — по утверждению бельгийского астронома Яна Меюса, орбиты всех восьми планет Солнечной системы и Плутона будут наклонены друг к другу под углом в 90°. В последний раз такой угол между Плутоном и другими планетами был 1 февраля 949 года.
- 10 июня 2498 года — прохождение Венеры по диску Солнца[2].